# Franc CFP
Franc CFP (thường gọi là franc, franc Thái Bình Dương) là đơn vị tiền tệ sử dụng ở các lãnh thổ hải ngoại (collectivités d’outre-mer, hay COM)  của Pháp Polynésie thuộc Pháp, Nouvelle-Calédonie và Wallis và Futuna. CFP là chữ viết tắt của Colonies Françaises du Pacifique ("Thuộc địa Pháp tại Thái Bình Dương"). Sau này, ý nghĩa của cụm từ này thay đổi thành Communauté Financière du Pacifique ("Cộng đồng Tài chính Thái Bình Dương") và hiện nay được diễn giải thành Change Franc Pacifique ("Hối đoái franc Thái Bình Dương"). Mã tiền tệ ISO 4217 của franc Thái Bình Dương XPF.

## Lịch sử

### 1945–1949
Đồng franc CFP được tạo ra vào tháng 12 năm 1945, cùng với đồng franc CFA, được sử dụng ở châu Phi. Lý do cho việc tạo ra những franc này là điểm yếu của đồng franc Pháp ngay sau Thế chiến thứ hai. Khi Pháp phê chuẩn Hiệp định Bretton Woods vào tháng 12 năm 1945, đồng franc Pháp bị mất giá để thiết lập một tỷ giá hối đoái cố định với đồng đô la Mỹ. Tiền tệ mới được tạo ra tại các thuộc địa của Pháp để bù đắp cho họ sự mất giá mạnh vào tháng 12 năm 1945. René Pleven, bộ trưởng tài chính Pháp, được trích dẫn nói: "Trong một chương trình rộng lượng và vị tha của mình, mẫu quốc Pháp, mong muốn không áp đặt cho các ái nữ [thuộc địa] xa xôi của mình những hậu quả của sự nghèo đói của chính mình, đang thiết lập các tỷ giá hối đoái khác nhau cho tiền tệ của họ. "Franc CFA và các đồng tiền thực dân khác được đặt theo tỷ giá hối đoái cố định với đồng franc Pháp. Tuy nhiên, đồng franc CFP được đặt theo tỷ giá hối đoái cố định với đồng đô la Mỹ, đóng vai trò quan trọng trong nền kinh tế của lãnh thổ Pháp Thái Bình Dương trong Chiến tranh thế giới thứ hai. Tình huống đó kết thúc vào tháng 9 năm 1949 khi đồng franc CFP được trao một tỷ giá hối đoái cố định với đồng franc Pháp.

### 1949–1985
Các franc CFP đã được cấp bởi IEOM (Institut d'émission d'outre-mer, "Viện phát hành nước ngoài") từ năm 1967. IEOM có trụ sở chính tại Paris.
Đồng tiền ban đầu được phát hành theo ba hình thức riêng biệt cho Polynesia thuộc Pháp, Tân Caledonia và Tân Hebrides. (Xem franc Pháp Polynesian, Franc Tân Caledonian và franc Tân Hebrides.) Wallis và Futuna sử dụng đồng Franc Tân Caledonian. Mặc dù tiền giấy của Tân Hebrides mang tên của lãnh thổ, các ghi chú của Polynesia thuộc Pháp và Tân Caledonia chỉ có thể được phân biệt bằng tên của thủ đô (Papeete và Nouméa, tương ứng) ở mặt sau của các ghi chú.
Năm 1969, franc Tân Hebrides được tách ra khỏi đồng franc CFP và được thay thế bằng vatu Vanuatu vào năm 1982.

### Từ năm 1985

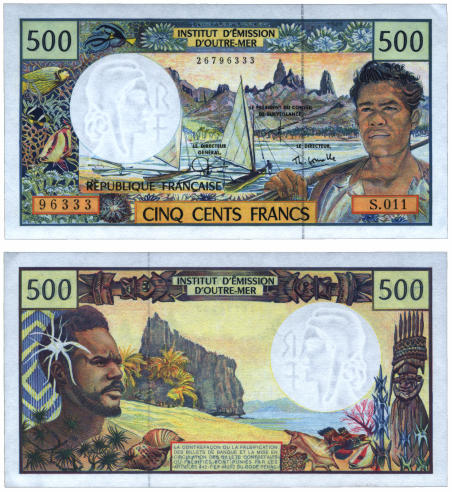

Giá trị cao nhất mới là 10,000 CFP franc tiền giấy (€ 83,80) được phát hành vào ngày 1 tháng 10 năm 1986, là cái đầu tiên không bị đè nặng với tên thành phố. Tiền giấy 500 franc, được phát hành vào năm 1992, và 1000 và 5000 franc tiền giấy, được phát hành vào năm 1995, cũng không có sự dư thừa. Các mẫu thiết kế của 500, 1000, 5000 franc tiền giấy đã không thay đổi cho đến năm 2014, khi thiết kế mới và kích cỡ đã được giới thiệu.
Ngày nay, tất cả tiền giấy đều giống hệt nhau từ Tân Caledonia đến Polynesia thuộc Pháp. Một bên của tiền giấy cho thấy cảnh quan hoặc các nhân vật lịch sử của Polynesia thuộc Pháp, trong khi phía bên kia của tiền giấy cho thấy phong cảnh hoặc các nhân vật lịch sử của Tân Caledonia.
Các đồng tiền vẫn được chia thành hai bộ: một bên của đồng tiền giống hệt từ Tân Caledonia đến Polynesia thuộc Pháp, trong khi phía bên kia của đồng tiền được ghi với cái tên Nouvelle-Calédonie ở Tân Caledonia và Wallis và Futuna, và với tên Polynésie française ở Polynesia thuộc Pháp. Cả hai bộ tiền xu có thể được sử dụng trong cả ba lãnh thổ của Pháp. Do đó, tình hình của đồng tiền CFP khá giống với đồng tiền euro, có đồng tiền quốc gia nhưng có thể được sử dụng ở tất cả các quốc gia trong khu vực đồng euro.
Một sắc lệnh ngày 15 tháng 9 năm 2021, có hiệu lực vào ngày 26 tháng 2 năm 2022, định nghĩa tên CFP franc là "đồng franc của các cộng đồng Pháp ở Thái Bình Dương".

### Tỷ giá hối đoái lịch sử
- Ngày 26 tháng 12 năm 1945 đến ngày 20 tháng 9 năm 1949 - Cố định trao đổi với đồng đô la Mỹ ở mức 1 USD = 49,6 XPF. Tỷ giá hối đoái không cố định với đồng franc Pháp, giảm giá 4 lần so với đô la Mỹ. Từ 1 XPF = 2,40 FRF (FRF = franc Pháp) vào tháng 12 năm 1945, tỷ giá hối đoái đạt 1 XPF = 5,50 FRF vào tháng 9 năm 1949.
- Ngày 21 tháng 9 năm 1949 đến ngày 31 tháng 12 năm 1959 - Tỷ giá hối đoái cố định với đồng franc Pháp ở mức 1 XPF = 5,50 FRF
- Ngày 1 tháng 1 năm 1960 đến ngày 31 tháng 12 năm 1998 - Tỷ giá hối đoái cố định với đồng franc Pháp tại 1 XPF = 0,055 FRF hoặc 1 FRF ≈ 18.182 XPF (ngày 1 tháng 1 năm 1960: franc '100' cũ trở thành 1 'mới')
- Ngày 1 tháng 1 năm 1999 trở đi - Tỷ giá hối đoái cố định với đồng euro là 1.000 XPF = 8,38 EUR hoặc 1 EUR ≈ 119,332 XPF (ngày 1 tháng 1 năm 1999: euro thay thế FRF theo tỷ lệ 6,55957 FRF cho 1 euro)

Các sự kiện năm 1960 và 1999 chỉ là những thay đổi trong loại tiền tệ được sử dụng ở Pháp; giá trị tương đối của đồng franc CFP (XPF) so với đồng franc / euro của Pháp không thay đổi kể từ năm 1949.

## Tiền xu
Năm 1949, Tân Caledonia và sau đó được gọi là French Oceania (nay là Polynesia thuộc Pháp) đã bắt đầu phát hành tiền xu. Các đồng tiền đã được tách ra thành hai loại: các obverses là giống hệt nhau, trong khi các đảo ngược là khác biệt. Cả hai loại tiền xu đều có thể được sử dụng trong cả ba lãnh thổ của Pháp. Do đó, tình hình của đồng tiền CFP khá giống với đồng tiền euro, có đồng tiền quốc gia nhưng có thể được sử dụng ở tất cả các quốc gia trong khu vực đồng Euro.
Tân Hebrides franc có một lịch sử phát hành tiền xu khác nhau trước khi được thay thế bằng vatu Vanuatu vào năm 1982.

## Tiền giấy
Các IEOM bắt đầu phát hành tiền giấy ở Tân Hebrides vào năm 1965, và ở Tân Caledonia và French Polynesia vào năm 1969. Vào ngày 01 Tháng Mười 1986, một tờ tiền mới, 10.000 franc, đã được giới thiệu mà không chịu bất kỳ dấu ấn phân biệt và đã được phổ biến cho cả French Polynesia và Tân Caledonia. [1] Chúng được theo sau, giữa năm 1992 và 1995, với 500, 1000 và 5000 ghi chú franc cho tất cả các lãnh thổ Thái Bình Dương của Pháp.
Thiết kế tổng thể đã không thay đổi kể từ năm 1969. Một bên cho thấy phong cảnh hoặc các nhân vật lịch sử của Tân Caledonia, trong khi phía bên kia của tiền giấy cho thấy cảnh quan hoặc các nhân vật lịch sử của Polynesia thuộc Pháp.
Vào ngày 6 tháng 1 năm 2014, IEOM đã công bố thiết kế cho một loạt tiền giấy mới. Các thuyết minh mới được phát hành vào ngày 20. Những vấn đề cũ sẽ lưu hành song song với bộ phim mới này cho đến khi cựu sẽ mất tư cách pháp lý đấu thầu vào ngày 30, nhưng có thể được trao đổi vô thời hạn tại trụ sở Viện d'Emission d'Outre-Mer. [2] [3] [4]

## Tārā
Trước khi người Pháp quy định tiền tệ trên Tahiti, Polynesia thuộc Pháp, thương nhân thường sử dụng đô la. Từ "đô la" trở thành tārā (thường được viết không có dấu trọng âm như tara, hoặc tala), và thuật ngữ này vẫn được sử dụng trong các thương nhân gốc Tahitian và địa phương như một đơn vị không chính thức, trị giá 5 franc. Như vậy với giá 200 franc, người ta sẽ nói tārā e maha-ʻ ahuru (40 tārā) ở Tahitian. Đồng tiền của Samoa cũng được gọi là tālā.